# Палестино-южноафриканские отношения
Палестино-южноафриканские отношения — двусторонние дипломатические отношения между Южно-Африканской Республикой и Государством Палестина.

## Двусторонние отношения
У Африканского национального конгресса были тесные отношения с Организацией освобождения Палестины. У Нельсона Манделы были тесные отношения с Ясиром Арафатом. После первых выборов вслед за окончанием политики апартеида в 1994 году, Южная Африка установила международные отношения с Палестиной 15 февраля 1995 года. Мандела посетил Израиль и Палестину и призвал обе страны к миру.
Тем не менее, некоторые видные южноафриканские личности, такие как архиепископ Десмонд Туту и коммунист Ронни Касрилс, раскритиковали отношение Израиля к палестинцам, проводя параллели между апартеидом в Южной Африке и современным Израилем. Конгресс южноафриканских профсоюзов, который представляет интересы 1,2 миллионов трудящихся, также обвинил Израиль в осуществлении апартеида и поддержал бойкот Канадского союза государственных служащих всей израильской продукции.

## После войны в Газе
Когда в 2008 году разразилась война в Газе между Израилем и ХАМАСом, южноафриканский заместитель Министра иностранных дел Фатима Хаджайг призвал Израиль остановить военные атаки на Государство Палестина и немедленно отвести свои войска от границы:

Правительство Южной Африки считает неприемлемой продолжающуюся блокаду Газы, поскольку она не позволяет доставлять гуманитарную помощь, такую как медикаменты, продовольствие и воду, отчаявшимся жителям Газы.Оригинальный текст (англ.)The South African government finds the continued siege on Gaza unacceptable as it does not allow humanitarian relief supply such as medicine, food and water to reach the desperate people of Gaza.
А также прочитал заявление Южноафриканского правительства после вторжения в Газу:

Правительство Южной Африки безоговорочно и самым решительным образом осуждает эскалацию насилия со стороны Израиля, вызванную начавшимся в субботу вечером сухопутным вторжением в Газу.Оригинальный текст (англ.)The South African government unequivocally and in the strongest possible terms condemns the escalation of violence on the part of Israel brought about by the launching Saturday night of a ground invasion into Gaza.
Кроме того, он заявил, что ситуация с насилием в Газе и на юге Израиля обусловила настоятельную необходимость того, чтобы Генеральная Ассамблея ООН коллективно и публично осудила нападения и потребовала от обеих сторон немедленно прекратить свои военные действия. Аналогичный призыв прозвучал и в Совете Безопасности ООН. После Конфликта у берегов Газы 31 мая 2010 года, Департамент международных отношений и сотрудничества Южной Африки выступил с заявлением, в котором «решительно осуждает всю военную агрессию Израиля против ни в чём не повинных гражданских лиц, в том числе на оккупированном Западном берегу и в Газе». 3 июня Южная Африка отозвала своего посла из Израиля, и израильский посол был вызван в Департамент международных отношений и сотрудничества для вынесения порицания.
После операции «Нерушимая скала», спикер Департамента Клайсон Монела (англ. Clayson Monyela) заявил, чтобы «все стороны воздерживались от применения насилия в ответ на насилие и проявляли сдержанность, включая прекращение произвольных арестов палестинских гражданских лиц и применение коллективных наказаний в отношении палестинцев».